# Tréziers
Tréziers é uma comuna francesa na região administrativa de Occitânia, no departamento de Aude. Estende-se por uma área de 6,41 km². Em 2010 a comuna tinha 102 habitantes (densidade: 15,9 hab./km²).